# Sejm 1703
Sejm 1703 – sejm nadzwyczajny, obradujący w Lublinie w dniach 11 czerwca – 19 lipca 1703 r. 
Zwołany 12 maja, sejmiki odbyły się w dniach: 31 maja – 3 czerwca 1703 r. Marszałkiem sejmu był Michał Serwacy Wiśniowiecki, hetman wielki litewski. Sejm zakończył się sukcesem króla Augusta II i jego zwolenników. Usunięto przeciwników – posłów z Wielkopolski – z obrad sejmowych podczas rugów poselskich. Uchwalono liczne konstytucje. Sejm upoważnił króla do zawarcia sojuszu z carem Piotrem I Wielkim oraz zgodzono się na powołanie pod broń 48 tys. żołnierzy.
Sejmiki relacyjne zebrały się w końcu sierpnia 1703 r.